# Guitonia
Guitonia is een geslacht van kreeftachtigen uit de klasse van de Malacostraca (hogere kreeftachtigen).

## Soorten
- Guitonia leimomi Lasley, Mendoza & Ng, 2010
- Guitonia paulayi Lasley, Mendoza & Ng, 2010
- Guitonia troglophila Garth & Iliffe, 1992